# Teya Dora
Teodora Pavlovska ( sârbă Теодора Павловска  n. 1 mai 1992), cunoscută profesional ca Teya Dora,  este o cântăreață, compozitoare și producătoare sârbă. Născută în Bor, ea a debutat în 2018 și a devenit populară cu single-ul din 2023 „Džanum”, care a devenit viral la nivel internațional pe TikTok.
Ea a reprezentat Serbia la Concursul Muzical Eurovision 2024 de la Malmö, Suedia, cu piesa „Ramonda".

## Biografie
Pavlovska s-a născut la 1 mai 1992 în Bor, FR Iugoslavia. Tatăl ei a fost pictor și designer grafic. Mama ei este scriitoare și jurnalistă la Večernje novosti, a cărei expertiză este magia și cultura vlahilor. După ce s-a mutat la Belgrad, Pavlovska a început să urmeze școala de muzică, prin care a primit o bursă pentru a studia la Berklee College of Music din Boston, Massachusetts. La audiție, ea a cântat „ No One ” de Alicia Keys. În timp ce era la Berklee, a împărțit cursurile cu Charlie Puth. A absolvit facultatea în 2014, iar la ceremonia de absolvire a primit diploma de la Jimmy Page. După absolvire, Pavlovska a locuit în New York City, unde a lucrat ca compozitoare.

## Carieră
După ce s-a întors în Serbia în 2018, Pavlovska a început inițial să colaboreze cu cântăreața Nikolija, scriind single-ul ei din 2018 „ Nema limita ”. Ea a continuat să scrie cântece pentru alți artiști sârbi, printre care Nataša Bekvalac și Anastasija Ražnatović. Ea și-a făcut propriul debut în înregistrare, sub numele de Teya Dora, cu single-ul „Da na meni je”, lansat în iulie 2019 sub Bassivity Digital.  Numele ei de scenă ales provine din faptul că, în timp ce studiau la Berklee, americanii nu știau să-i pronunțe numele; „Teya Dora” a fost cel mai aproape de a o pronunța pe Teodora. 
După alte câteva single-uri, Teya Dora a câștigat proeminență în 2023 cu piesa „ Džanum ”, înregistrată pentru serialul de televiziune Južni vetar: Na granici.  Piesa a devenit virală la nivel internațional pe TikTok, generând meme-ul de internet „ Moye moye ”. „Džanum” a fost folosit în special pe platformă în timpul protestelor care au urmat atacului armat din 2023 de la școala din Belgrad.  Videoclipul muzical oficial al piesei a acumulat peste 75 de milioane de vizualizări pe YouTube și peste o sută de milioane de streamuri pe Spotify. În plus, single-ul a ajuns pe locul patru în topul Spotify Daily Viral Songs Global pe 22 mai, iar Teya Dora a devenit al treilea artist sârb care are peste un milion de ascultători lunar pe serviciul de streaming. Ceilalți doi, Konstrakta și Luke Black, au reușit asta în timpul participării lor la Eurovision Song Contest.   „Džanum” a intrat, de asemenea, în top zece în topul Billboard ' Croatia Songs. 
În decembrie 2023, Teya Dora a fost anunțată ca concurentă la Pesma za Evroviziju '24, cu piesa „ Ramonda ”.  După ce s-a calificat pentru a doua semifinală, ea a câștigat în cele din urmă competiția pe 2 martie 2024, ajungând pe primul loc la votul juriului și pe locul doi la televot, și astfel a devenit reprezentanta Serbiei la Concursul Muzical Eurovision 2024 de la Malmö, Suedia.